# Barkenstation

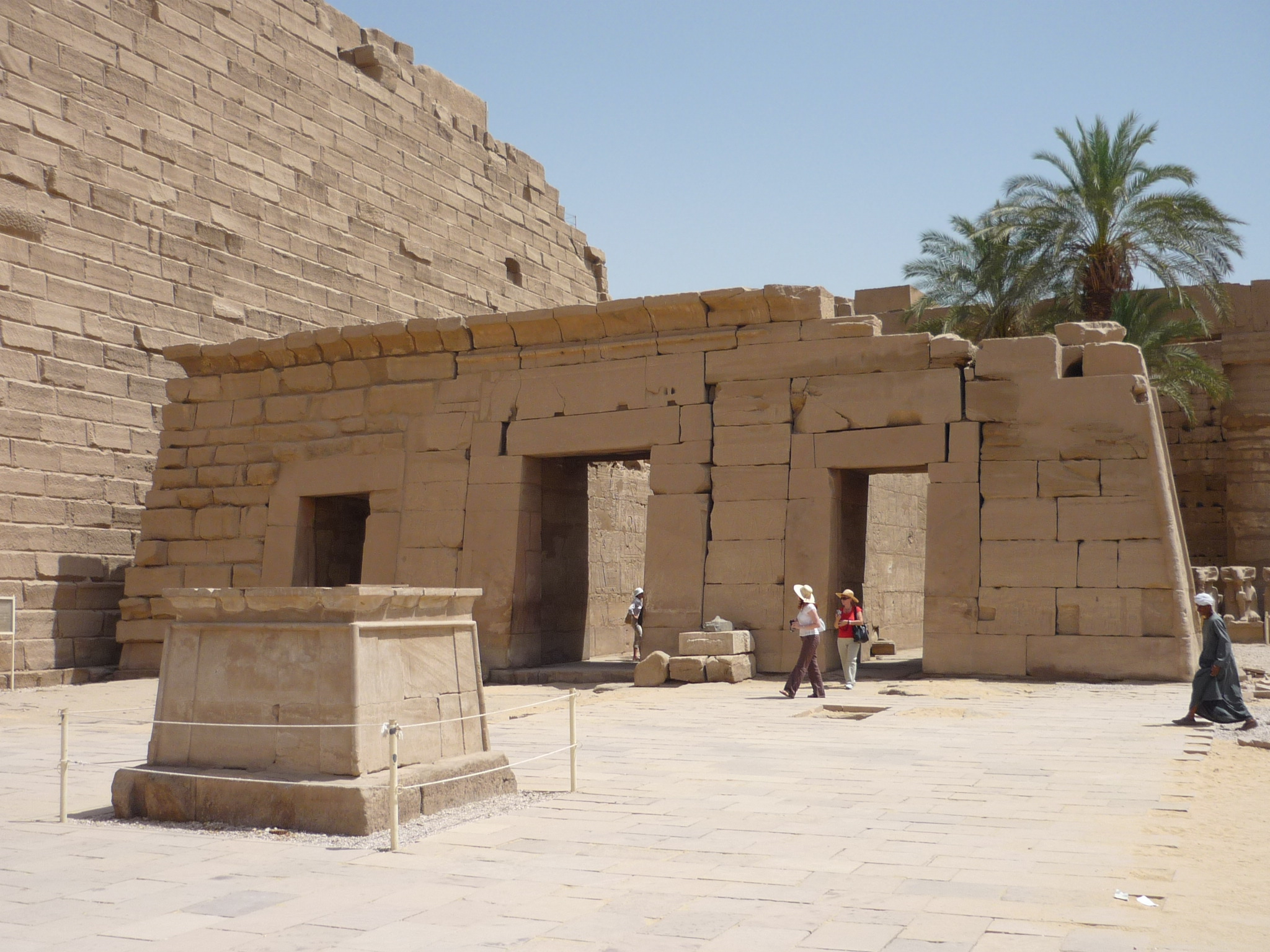
Barkenstation von Sethos II. in Karnak.

Die Barkenstation ist ein altägyptischer Ruheplatz für die Götterbarke bei Prozessionen und befand sich inner- oder außerhalb der Tempelumwallung. Sie bestand entweder aus einem Baldachin oder zeltförmigem Unterstand oder war zu einem kleinen, steinernen Kiosk ausgebaut. 
Das Hypostyl war meist die erste Barkenstation am Weg der Götterbarke und trug den Namen „Saal des Erscheinens (des Kultbildes)“. Das erhöhte Mittelschiff konnte als Säulenkiosk dienen, der in einem aus niedrigeren Säulenhallen bestehenden Saal eingestellt war (Hypostyl von Karnak, Westhalle des Ptah-Tempels von Memphis). Die zweite Barkenstation stand oft im Tempelhof und hatte die Form eines Kiosks mit verschlossenen Schranken zwischen den Säulen. Auch die nächste Station war wieder ein Kiosk und wurde, besonders in der Äthiopenzeit, vor dem Pylon errichtet. Die Rückwand war an die Pylonfassade gelehnt (ägyptisch Hajit). Die Außensäulen waren entweder durch halbhohe Schranken miteinander verbunden und hatten nur Durchgänge auf der Hauptachse (z. B. Hibis-Tempel) oder sie bestanden aus parallelen Säulenreihen, die an der Front und an den Seiten offen blieben und nur ein Schattendach für Kulthandlungen darstellten (z. B. in Karnak und Luxor).
In größerer Entfernung vom Ausgangsheiligtum gab es weitere Barkenstationen, z. B. wie in Philae am Flussufer, die häufig die Gestalt eines Umgangstempels annahmen. Die Barke wurde an der Front emporgetragen und in einem von einer Pfeilerstellung umgebenen Schrein auf einem Sockel abgestellt. Barkenstationen spielten vor allem in den Barkenprozessionen des Neuen Reiches eine besondere Rolle. Die aufwendigsten Barkenstationen besaßen vermutlich die Maru-Tempel.